# Adreppus rotundoalatus
Adreppus rotundoalatus är en insektsart som beskrevs av Sjöstedt 1921. Adreppus rotundoalatus ingår i släktet Adreppus och familjen gräshoppor. Inga underarter finns listade i Catalogue of Life.